# Antonio Alamanni
Pour les articles homonymes, voir Alamanni.
 (mai 2008).
Si vous disposez d'ouvrages ou d'articles de référence ou si vous connaissez des sites web de qualité traitant du thème abordé ici, merci de compléter l'article en donnant les références utiles à sa vérifiabilité et en les liant à la section « Notes et références ».
Antonio Alamanni (né le 5 avril 1464 à Florence et mort le 2 mars 1528 dans la même ville) est un poète florentin de la Renaissance.

## Biographie
Antonio Alamanni est l'auteur de madrigaux et de sonnets. Admirateur de Pétrarque, son œuvre la plus connue est la Commedia della conversione di santa Maria Maddalena (1521).